# Wulfhere av Mercia
Wulfhere av Mercia, död 675, var kung av riket Mercia i nuvarande Midlands i England mellan åren 658 och 675. Han var Mercias förste kristne regent, men det är inte känt när eller hur han blev omvänd till kristendomen. Under Wulfheres tid som regent återtog Mercia sin dominans över södra England. Han var son till Penda och efterträddes som kung av sin bror  Æthelred.